# Bebrenes pagasts
Bebrenes pagasts er en territorial enhed i Ilūkstes novads i Letland. Pagasten havde 1059 indbyggere i 2010 og omfatter et areal på 102,8 kvadratkilometer. Hovedbyen i pagasten er Bebrene. De andre nævneværdige beboede områder i pagasten hedder: Būku sala, Diņģeļkalns, Dirbeļi, Ilze, Ilzmuiža, Kaupiški, Lielie Sīļi, Mazie Sīļi, Pūdānu sala, Putnu sala, Ūžuļu sala og Žāgeri. Der er to navngivne bakker i pagasten, Apšukalns som er 155 meter høj, og Lediņu kalns som er 201 meter høj. Der er ligeledes to navngivne søer henholdsvis Ilzines sø og Kamiņčas sø, som ligger på grænsen til Eglaines pagasts. Der er også 11 åer, hvoraf 2 ikke løber igennem pagasten, men er med til at udgøre grænsen til andre pagaster.

## Galleri
- Bebrenes katolske kirke
- Bebrenes herregårdsport
- Bebrenes herregård
- Mindesmærke for Letlands frihedskæmpere
- Bebrenes herregårdspark
- Informationspunkt
- Bebrenes kulturhus
- Ilzes landsby